# 林军
林军（1949年—），福建安溪人，印尼归侨，中华人民共和国政治人物。中国共产党第十七届中央委员会候补委员、第十八届中央委员。
曾经担任国家计委办公厅主任、副秘书长。后升任中国储备粮管理总公司总经理。2008年，担任第七届中华全国归国华侨联合会主席。2009年连任。